# Prostredné Jatky
Die Prostredné Jatky (auch Stredné Jatky genannt; deutsch Mittlere Fleischbank, ungarisch Középső-Mészárszék, polnisch Pośrednie Jatki) ist ein Berg des Gebirges Belianske Tatry (deutsch Belaer Tatra) innerhalb der Tatra. Er ist 1979 m n.m. (nach anderen Quellen 1950 m n.m., 1980 m n.m. oder 1984 m n.m.) hoch und erhebt sich im mittleren Teil des Hauptkamms im Bergmassiv von Jatky, zwischen den Bergen Zadné Jatky westlich und Predné Jatky östlich des Berges.
Der Berg ist wie der Großteil des Gebirges für Touristen gesperrt.